# Pero-Casevecchie
Pero-Casevecchie település Franciaországban, Haute-Corse megyében. Lakosainak száma 111 fő (2022. január 1.). Pero-Casevecchie Pruno, Taglio-Isolaccio, Talasani és Velone-Orneto községekkel határos.

## Népesség
A település népességének változása:
| Lakosok száma | 244  | 112  | 106  | 120  | 126  | 123  | 123  | 117  | 114  | 111  |
|               | 1968 | 1982 | 1990 | 2006 | 2013 | 2015 | 2017 | 2019 | 2020 | 2022 |